# ها سو بین
ها سو بین (انگلیسی: Ha Soo-bin؛ زادهٔ ۳ مهٔ ۱۹۷۳) خواننده اهل کره جنوبی است.